# Seznam měst v Kosovu
Toto je seznam měst v Kosovu.

Na seznamu je 37 měst, seřazených podle počtu obyvatel v roce 2011. U každého města je také uveden okruh, do něhož město patří. Největší aglomerací v zemi je Priština, ve které žije 198 897 obyvatel.

## Největší města
| Město              | Okruh              | Počet obyvatel (2011) | Fotografie |
| ------------------ | ------------------ | --------------------- | ---------- |
| Priština           | Prištinský         | 164 296               |            |
| Prizren            | Prizrenský         | 94 517                |            |
| Gnjilane           | Gnjilanský         | 54 239                |            |
| Peć                | Pećský             | 48 962                |            |
| Kosovska Mitrovica | Kosovskomitrovický | 46 230                |            |
| Uroševac           | Uroševacký         | 42 628                |            |
| Đakovica           | Đakovický          | 40 827                |            |

## Města s 10.000 - 30.000 obyvateli
| Město        | Okruh              | Počet obyvatel (2011) | Fotografie |
| ------------ | ------------------ | --------------------- | ---------- |
| Vučitrn      | Kosovskomitrovický | 26 964                |            |
| Podujevo     | Prištinský         | 23 453                |            |
| Orahovac     | Đakovický          | 15 892                |            |
| Kosovo Polje | Prištinský         | 12 919                |            |
| Suva Reka    | Prizrenský         | 10 422                |            |
| Kačanik      | Uroševacký         | 10 393                |            |

## Města s počtem obyvatel pod 10.000

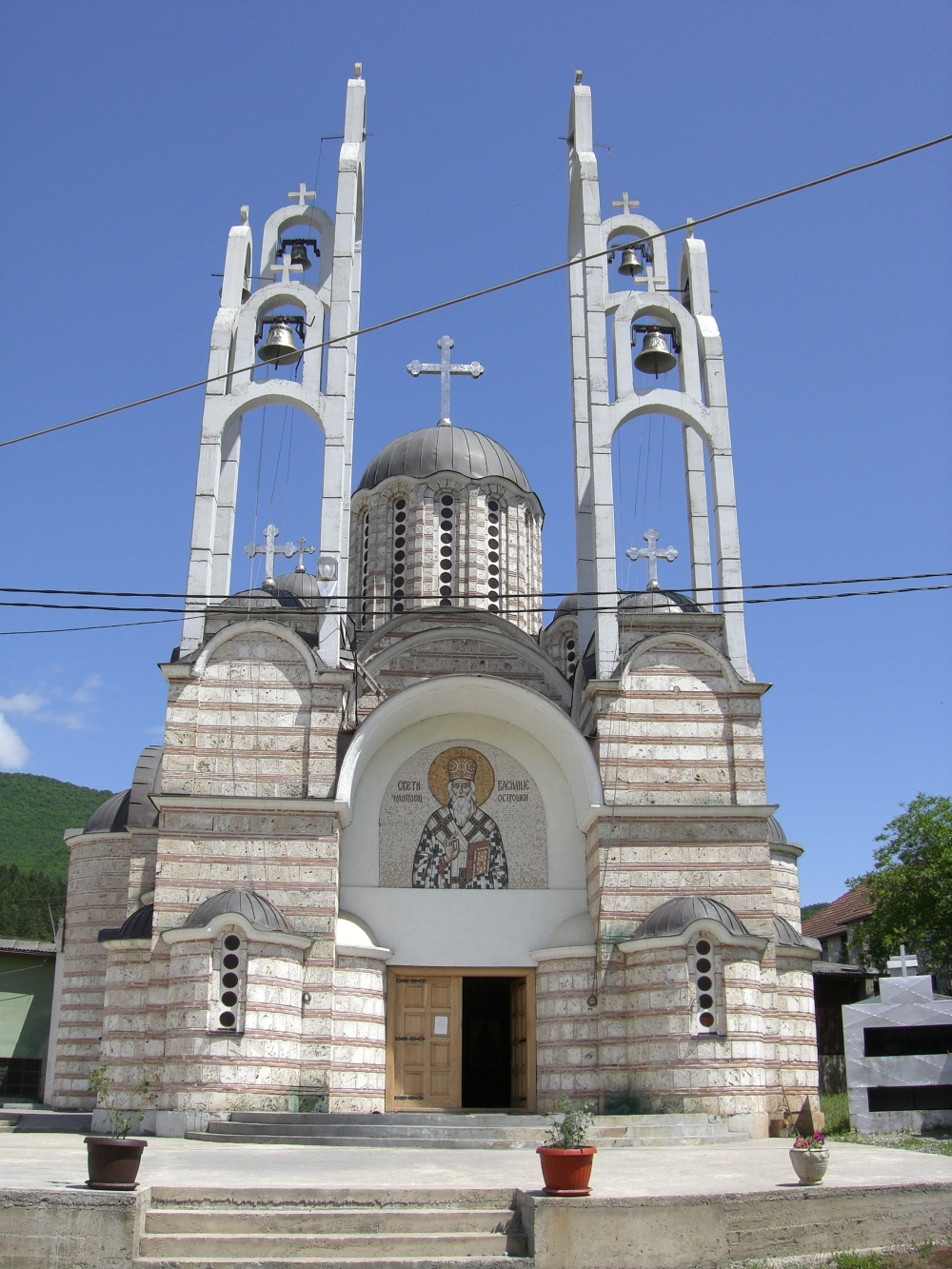
Leposavič

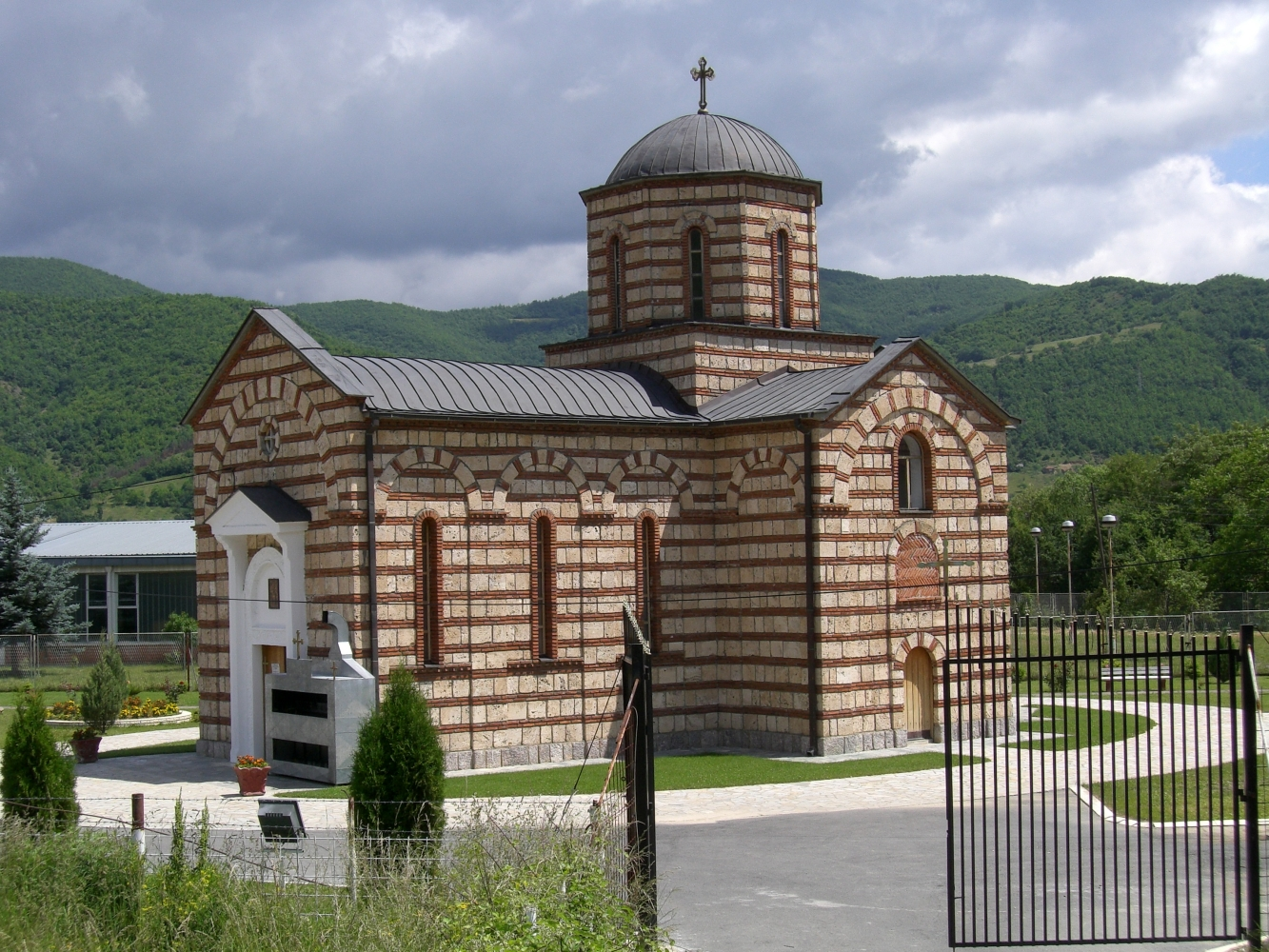
Zubin Potok

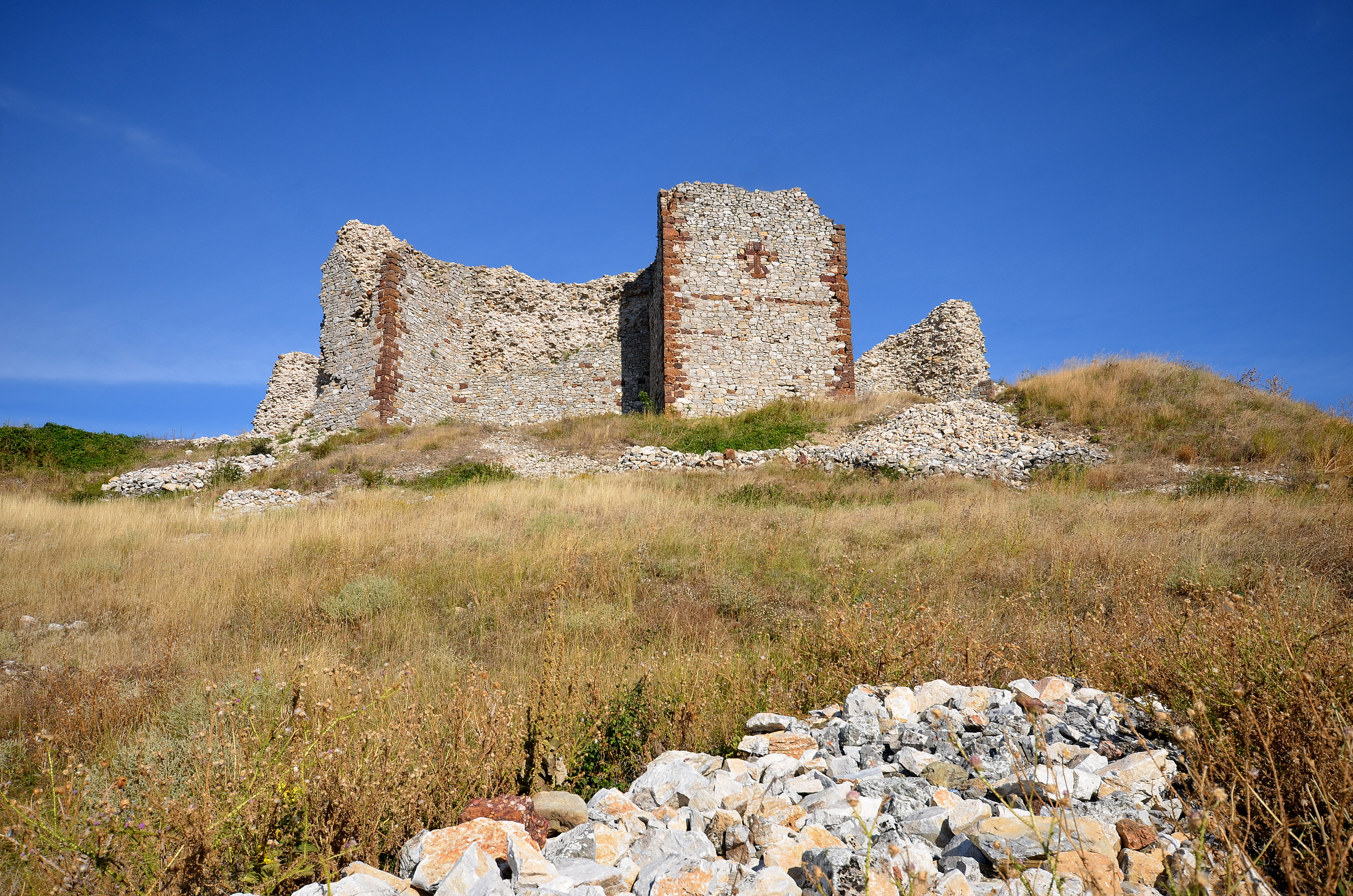
Novo Brdo

| Město             | Okruh              | Počet obyvatel (2011) |
| ----------------- | ------------------ | --------------------- |
| Kosovska Kamenica | Gnjilanský         | 7 331                 |
| Štimlje           | Uroševacký         | 7 255                 |
| Lipljan           | Prištinský         | 6 870                 |
| Obilić            | Prištinský         | 6 864                 |
| Srbica            | Kosovskomitrovický | 6 612                 |
| Glogovac          | Prištinský         | 6 143                 |
| Junik             | Đakovický          | 6 053                 |
| Klina             | Pečský             | 5 542                 |
| Mamuša            | Prizrenský         | 5 507                 |
| Istok             | Pečský             | 5 115                 |
| Vitina            | Gnjilanský         | 4 924                 |
| Dečani            | Pečský             | 3 803                 |
| Leposavić         | Kosovskomitrovický | 3 702                 |
| Mališevo          | Prizrenský         | 3 395                 |
| Gračanica         | Prištinský         | 2 686                 |
| Djeneral Janković | Uroševacký         | 2 533                 |
| Zubin Potok       | Kosovskomitrovický | 1 724                 |
| Zvečan            | Kosovskomitrovický | 1 297                 |
| Štrpce            | Đakovický          | 1 265                 |
| Dragaš            | Prizrenský         | 1 098                 |
| Klokot            | Gnjilanský         | 1 064                 |
| Ranilug           | Gnjilanský         | 844                   |
| Parteš            | Gnjilanský         | 478                   |
| Novo Brdo         | Prištinský         | 183                   |